# 아포스톨로스 흐리스투
아포스톨로스 흐리스투(그리스어: Απόστολος Χρήστου, 1996년 11월 1일~)는 그리스의 수영 선수로 주 종목은 배영이다. 2016년, 2020년, 2024년 하계 올림픽에 참가했으며 2024년 하계 올림픽에서 남자 배영 200m 종목 은메달을 획득했다. 그는 1896년 하계 올림픽 이후 올림픽 수영에서 메달을 획득한 최초의 그리스 선수이다. 또한 흐리스투는 세계 선수권 대회에서 동메달 1개, 유럽 선수권 대회에서 금메달 3개, 은메달 1개, 동메달 4개를 획득했다.